# 카에데
카에데(일본어: 楓 가에데[*], 1996년 1월 11일~)는 일본의 댄서, 패션 모델, 배우이며, Happiness, E-girls의 멤버이다.

## 내력
요코스카의 댄스 스쿨에 다니다, 인스트럭터였던 TETSUYA의 소개로, 중학교 1학년 때부터 EXPG에 다니기 시작한다.
2008년 10월, EXPG 출신자로 결성된 퍼포먼스 그룹, Happiness의 멤버가 되어, 〈KAEDE〉 명의로 활동을 시작한다.
2011년 2월, 패션 잡지 《GLAMOROUS》로 모델 데뷔.
2013년 6월, 명의를 〈KAEDE〉에서 〈카에데〉로 변경한다. 7월, 패션 잡지 《CanCam》 9월호부터 전속 모델을 맡는다.

## 출연

### 드라마
- 연문일화 제4화 (2014년 1월 28일, 닛폰 TV) - 하야카와 아이 역
- SHARK~2nd Season~ (2014년 4월 ~ 7월, 닛폰 TV) - 요네자와 마코토 역
- HiGH&LOW-THE STORY OF S.W.O.R.D.- (2015년 10월 ~ 12월, 닛폰 TV) - 시바 역
  - HiGH&LOW Season2 (2016년 4월 ~ 6월)

### 영화
- ROAD TO HiGH&LOW (2016년 5월 7일, 쇼치쿠) - 시바 역
  - HiGH&LOW THE MOVIE (2016년 7월 16일)

## 서적

### 잡지
- GLAMOROUS (2011년)
- ViVi (2011년 ~ 2012년)
- CanCam (2013년 ~ ) - 전속 모델